# Fackel (Heraldik)

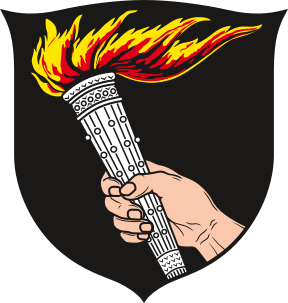
Wappen von Dodendorf

Brennende schräggelegte Fackel im Wappen von Merck-Saint-Liévin

Delfin und Einhorn begleiten im Wappen von Orońsko

Wappen des britischen Antarktis-Territoriums

Die Fackel ist in der Heraldik eine gemeine Figur. Die Wappenfigur kann im Schild, auch im Oberwappen und als Prachtstück im Wappen sein. Die Anzahl beschränkt sich allgemein auf ein bis drei Stück. Zwei Fackeln werden oft gekreuzt. 
Dargestellt wird ein meist leicht kegliger, rohrartiger Körper/Stock mit einer austretenden Feuer-Flamme am oberen breiteren Ende, der in der Hand gehalten oder in eine Wand- oder Boden-Haltung gesteckt werden kann. Die Form des Stocks ist allgemein aus brennbarem Material oder damit umwickelt. Die heraldischen Farben werden alle genutzt, wobei sich die Farben von Flamme und Körper nicht immer unterscheiden. Als Fackelträger können im Wappen alle Zwei- und Vierbeiner vorkommen. So ist das örtliche Wappentier von Landquart im Schweizer  Kanton Graubünden entsprechend ausgestattet. Bei der Wappenbeschreibung sollten alle wichtigen Details der Fackel erwähnt werden.